# 沙尔森特米哈伊
沙尔森特米哈伊，是匈牙利费耶尔州所辖的一个村。总面积37.40平方公里，总人口3026，人口密度80.9人/平方公里（2011年1月1日）。